# Thomalina Adams
Thomalina Azania Adams, auch Tomalina geschrieben (* 6. Juli 1993 in Lüderitz), ist eine namibische Fußballnationalspielerin.

## Leben
Adams wuchs in Lüderitz auf und besuchte die  The Luderitz Secondary School und anschließend die Eldorado Secondary School in Windhoek. Im Herbst 2011 kam sie im Rahmen eines Praktikums bei der Stadt Rheine nach Deutschland.

### Vereinskarriere
Adams startete ihre Karriere 2008 mit dem Verein Buchter Girls Football Club, welcher im selben Jahr als Schulmannschaft der The Luderitz Secondary School gegründet wurde. Nach 2½ Jahren wechselte sie in die für die Saison 2010/2011 zu den Okahandja Beauties FC, wo sie 2011 ihr Seniorendebüt in der höchsten namibischen Frauenliga der Women's Super League gab. Ein Jahr später wurde sie in der Saison 2011 mit ihrem Verein Okahandja Beauties FC Vizemeister der Women's Super League.
Die Mittelfeldspielerin wechselte am 26. Oktober 2011 aus ihrer Heimat Namibia gemeinsam mit Landsfrau und Nationalmannschaftskollegin Uerikondjera Kasaona, in die deutsche Westfalenliga zu Germania Hauenhorst. Nach einer Saison ohne nationale Spielpraxis in Namibia unterschrieb Adams am 20. August 2013 einen Ein-Jahres-Vertrag mit den deutschen Zweitligisten VfL Bochum. Dort kam sie insgesamt 13-mal in der ersten Mannschaft zum Einsatz. Nach Ablauf des Vertrages kehrte sie zurück in die Heimat und schloss sich Tura Magic an.

### Nationalmannschaft
Die Mittelfeldspielerin gehört seit 2011 zum Kader für die namibische Fußballnationalmannschaft der Frauen.